# Dele Charley
Dele Charley (né à Freetown en 1948) est un écrivain sierraléonais qui écrit en anglais et en krio.
Il étudia à Freetown et à Londres, et travailla pour le ministère de l'éducation de la Sierra Leone.

## Œuvres
- Petikot Kohna, 1982
- Fatmata, 1983